# Gu'ergou
Gu'ergou (kinesiska: 古尔沟镇, 古尔沟) är en köping i Kina. Den ligger i provinsen Sichuan, i den sydvästra delen av landet, omkring 140 kilometer nordväst om provinshuvudstaden Chengdu. Antalet invånare är 2 063. Befolkningen består av 983 kvinnor och 1 080 män. Barn under 15 år utgör 15,0 %, vuxna 15-64 år 73 %, och äldre över 65 år 10,0 %.
Genomsnittlig årsnederbörd är 1 273 millimeter. Den regnigaste månaden är juli, med i genomsnitt 297 mm nederbörd, och den torraste är januari, med 12 mm nederbörd.